# طواف السيدات 2022
طواف السيدات 2022 (بالإنجليزية: 2022 The Women's Tour)‏ هو سباق دراجات هوائية، وهو الموسم الثامن من طواف السيدات ‏، وأقيم خلال الفترة من 6 يونيو 2022، وحتى 11 يونيو 2022 ضمن سباقات طواف العالم للدراجات للسيدات 2022، وشارك فيه 97 متسابقاً ووصل إلى نهايته 82 متسابقاً.
فاز بالمركز الأول إليسا ونغو بورغيني، وبالمركز الثاني غريس براون، وبالمركز الثالث كاتارزينا نيفيادوما، وكان الفائز حسب السرعة Maike van der Duin ‏، وفاز لورينا ويبيس في ترتيب النقاط، وكان الفائز في تصنيف الجبال Elise Chabbey ‏، وفاز كانيون–إس آر إيه إم في ترتيب الفرق.

## الفرق
| فرق سيدات عالمية (13)- Liv AlUla Jayco ‏ - كانيون–إس آر إيه إم ريسينغ 2022 ‏ - EF Education–Tibco–SVB ‏ - FDJ–Suez ‏ - رالي سايكلنج 2022 ‏ - جامبو فيسما للسيدات 2022 ‏ - ليف ريسينغ 2022 ‏ - موفيستار للسيدات 2022 ‏ - إس دي وركس 2022 ‏ - فريق سنويب للسيدات 2022 ‏ - Lidl–Trek (women's team) ‏ - يو أي أيه تيم 2022 ‏ - فريق أونو إكس برو للدراجات للسيدات 2022 ‏ فرق دراجات قارية سيدات (4)- كوب هايتك بوردكتس 2022 ‏ - كامز باسو 2022 ‏ - Ceratizit Pro Cycling ‏ - لي كول واهو 2022 ‏ |  |
| |  |

## المراحل
| قائمة المراحل | قائمة المراحل | قائمة المراحل                       | قائمة المراحل | قائمة المراحل | قائمة المراحل      | قائمة المراحل      |
| المرحلة       | التاريخ       | الدورة                              |               | المسافة (كم)  | الفائز بالمرحلة    | القائد العام       |
| ------------- | ------------- | ----------------------------------- | ------------- | ------------- | ------------------ | ------------------ |
| مرحلة 1       | 6 يونيو       | كولشيستر – بوري سانت ادموندز        | مرحلة مستوية  | 142٫1         | Clara Copponi ‏     | Clara Copponi ‏     |
| مرحلة 2       | 7 يونيو       | هارلو – هارلو                       | مرحلة مستوية  | 92٫1          | لورينا ويبيس       | Clara Copponi ‏     |
| مرحلة 3       | 8 يونيو       | Tewkesbury ‏ – غلوستر                | مرحلة جبلية   | 107٫9         | لورينا ويبيس       | لورينا ويبيس       |
| مرحلة 4       | 9 يونيو       | ريكسهام – Welshpool ‏                | مرحلة جبلية   | 144٫7         | غريس براون         | غريس براون         |
| مرحلة 5       | 10 يونيو      | Pembrey Country Park ‏ – Twyn Llech ‏ | مرحلة جبلية   | 106٫6         | إليسا ونغو بورغيني | غريس براون         |
| مرحلة 6       | 11 يونيو      | Chipping Norton ‏ – أكسفورد          | مرحلة مستوية  | 142٫9         | لورينا ويبيس       | إليسا ونغو بورغيني |

## النتيجة

### مرحلة 1
هي مرحلة بسيطة، أقيمت في 6 يونيو 2022، وامتدّت لمسافة 142.1 كيلومتر. فاز بالمرحلة Clara Copponi ‏، وكان متصدر الترتيب العام في نهاية المرحلة Clara Copponi ‏، وكان المتصدر حسب ترتيب النقاط Clara Copponi ‏، وكان المتصدر في ترتيب التسلق كريستين ماجروس، وتصدر ترتيب السرعة Maike van der Duin ‏، وكان متصدر ترتيب الفرق 2022 FDJ Nouvelle Aquitaine Futuroscope ‏.
| التصنيف العام | التصنيف العام           | التصنيف العام   | التصنيف العام          | التصنيف العام |  |
| العداء        | العداء                  | البلد           | الفريق                 | الوقت         |  |
| ------------- | ----------------------- | --------------- | ---------------------- | ------------- |  |
| 1             | Clara Copponi ‏          | فرنسا           | FDJ–Suez ‏              | 3 س 40 د 05 ث |  |
| 2             | صوفيا بيرتيزولو         | إيطاليا         | يو أي أيه تيم ‏         | + 4 ث         |  |
| 3             | Maike van der Duin ‏     | هولندا          | دروبز ‏                 | + 4 ث         |  |
| 4             | إيلينا سيتشيني          | إيطاليا         | إس دي وركس ‏            | + 6 ث         |  |
| 5             | أليسون جاكسون           | كندا            | ليف ريسينغ ‏            | + 7 ث         |  |
| 6             | ماريا جوليا كونفالونيري | إيطاليا         | Ceratizit Pro Cycling ‏ | + 8 ث         |  |
| 7             | Laura Tomasi ‏           | إيطاليا         | يو أي أيه تيم ‏         | + 9 ث         |  |
| 8             | Arianna Fidanza ‏        | إيطاليا         | Liv AlUla Jayco ‏       | + 10 ث        |  |
| 9             | أليس بارنز              | المملكة المتحدة | كانيون–إس آر إيه إم ‏   | + 10 ث        |  |
| 10            | أوجيني دوفال            | فرنسا           | FDJ–Suez ‏              | + 10 ث        |  |

### مرحلة 2
هي مرحلة بسيطة، أقيمت في 7 يونيو 2022، وامتدّت لمسافة 92.1 كيلومتر. فاز بالمرحلة لورينا ويبيس، وكان متصدر الترتيب العام في نهاية المرحلة Clara Copponi ‏، وكان المتصدر حسب ترتيب النقاط Clara Copponi ‏، وكان المتصدر في ترتيب التسلق كريستين ماجروس، وتصدر ترتيب السرعة Maike van der Duin ‏، وكان متصدر ترتيب الفرق 2022 FDJ Nouvelle Aquitaine Futuroscope ‏.
| التصنيف العام | التصنيف العام           | التصنيف العام | التصنيف العام          | التصنيف العام |  |
| العداء        | العداء                  | البلد         | الفريق                 | الوقت         |  |
| ------------- | ----------------------- | ------------- | ---------------------- | ------------- |  |
| 1             | Clara Copponi ‏          | فرنسا         | FDJ–Suez ‏              | 5 س 59 د 06 ث |  |
| 2             | Maike van der Duin ‏     | هولندا        | دروبز ‏                 | + 3 ث         |  |
| 3             | لورينا ويبيس            | هولندا        | فريق سنويب للسيدات ‏    | + 4 ث         |  |
| 4             | صوفيا بيرتيزولو         | إيطاليا       | يو أي أيه تيم ‏         | + 7 ث         |  |
| 5             | إيلينا سيتشيني          | إيطاليا       | إس دي وركس ‏            | + 8 ث         |  |
| 6             | باربرا جوارشي           | إيطاليا       | موفيستار للسيدات ‏      | + 8 ث         |  |
| 7             | Shari Bossuyt ‏          | بلجيكا        | كانيون–إس آر إيه إم ‏   | + 10 ث        |  |
| 8             | أليسون جاكسون           | كندا          | ليف ريسينغ ‏            | + 11 ث        |  |
| 9             | ماريا جوليا كونفالونيري | إيطاليا       | Ceratizit Pro Cycling ‏ | + 12 ث        |  |
| 10            | Arianna Fidanza ‏        | إيطاليا       | Liv AlUla Jayco ‏       | + 14 ث        |  |

### مرحلة 3
هي مرحلة جبلية، أقيمت في 8 يونيو 2022، وامتدّت لمسافة 107.9 كيلومتر. فاز بالمرحلة لورينا ويبيس، وكان متصدر الترتيب العام في نهاية المرحلة لورينا ويبيس، وكان المتصدر حسب ترتيب النقاط لورينا ويبيس، وكان المتصدر في ترتيب التسلق كريستين ماجروس، وتصدر ترتيب السرعة Maike van der Duin ‏، وكان متصدر ترتيب الفرق كانيون–إس آر إيه إم ريسينغ 2022 ‏.
| التصنيف العام | التصنيف العام           | التصنيف العام    | التصنيف العام          | التصنيف العام |  |
| العداء        | العداء                  | البلد            | الفريق                 | الوقت         |  |
| ------------- | ----------------------- | ---------------- | ---------------------- | ------------- |  |
| 1             | لورينا ويبيس            | هولندا           | فريق سنويب للسيدات ‏    | 8 س 50 د 27 ث |  |
| 2             | صوفيا بيرتيزولو         | إيطاليا          | يو أي أيه تيم ‏         | + 13 ث        |  |
| 3             | Alexandra Manly ‏        | أستراليا         | Liv AlUla Jayco ‏       | + 13 ث        |  |
| 4             | إيلينا سيتشيني          | إيطاليا          | إس دي وركس ‏            | + 14 ث        |  |
| 5             | Shari Bossuyt ‏          | بلجيكا           | كانيون–إس آر إيه إم ‏   | + 16 ث        |  |
| 6             | Coryn Labecki           | الولايات المتحدة | جامبو فيسما للسيدات ‏   | + 16 ث        |  |
| 7             | Elise Chabbey ‏          | سويسرا           | كانيون–إس آر إيه إم ‏   | + 17 ث        |  |
| 8             | ماريا جوليا كونفالونيري | إيطاليا          | Ceratizit Pro Cycling ‏ | + 18 ث        |  |
| 9             | آشلي مولمان             | جنوب أفريقيا     | إس دي وركس ‏            | + 18 ث        |  |
| 10            | كريستين ماجروس          | لوكسمبورغ        | إس دي وركس ‏            | + 18 ث        |  |

### مرحلة 4
هي مرحلة جبلية، أقيمت في 9 يونيو 2022، وامتدّت لمسافة 144.7 كيلومتر. فاز بالمرحلة غريس براون، وكان متصدر الترتيب العام في نهاية المرحلة غريس براون، وكان المتصدر حسب ترتيب النقاط لورينا ويبيس، وكان المتصدر في ترتيب التسلق Elise Chabbey ‏، وتصدر ترتيب السرعة Maike van der Duin ‏، وكان متصدر ترتيب الفرق كانيون–إس آر إيه إم ريسينغ 2022 ‏.
| التصنيف العام | التصنيف العام        | التصنيف العام    | التصنيف العام             | التصنيف العام  |  |
| العداء        | العداء               | البلد            | الفريق                    | الوقت          |  |
| ------------- | -------------------- | ---------------- | ------------------------- | -------------- |  |
| 1             | غريس براون           | أستراليا         | FDJ–Suez ‏                 | 12 س 39 د 11 ث |  |
| 2             | Katarzyna Niewiadoma | بولندا           | كانيون–إس آر إيه إم ‏      | + 4 ث          |  |
| 3             | إليسا ونغو بورغيني   | إيطاليا          | Lidl–Trek (women's team) ‏ | + 6 ث          |  |
| 4             | Alexandra Manly ‏     | أستراليا         | Liv AlUla Jayco ‏          | + 13 ث         |  |
| 5             | Elise Chabbey ‏       | سويسرا           | كانيون–إس آر إيه إم ‏      | + 17 ث         |  |
| 6             | آشلي مولمان          | جنوب أفريقيا     | إس دي وركس ‏               | + 18 ث         |  |
| 7             | كريستين فولكنر       | الولايات المتحدة | Liv AlUla Jayco ‏          | + 46 ث         |  |
| 8             | لورينا ويبيس         | هولندا           | فريق سنويب للسيدات ‏       | + 1 د 06 ث     |  |
| 9             | Veronica Ewers ‏      | الولايات المتحدة | EF Education–Tibco–SVB ‏   | + 1 د 18 ث     |  |
| 10            | صوفيا بيرتيزولو      | إيطاليا          | يو أي أيه تيم ‏            | + 1 د 19 ث     |  |

### مرحلة 5
هي مرحلة جبلية، أقيمت في 10 يونيو 2022، وامتدّت لمسافة 106.6 كيلومتر. فاز بالمرحلة إليسا ونغو بورغيني، وكان متصدر الترتيب العام في نهاية المرحلة غريس براون، وكان المتصدر حسب ترتيب النقاط لورينا ويبيس، وكان المتصدر في ترتيب التسلق Elise Chabbey ‏، وتصدر ترتيب السرعة Maike van der Duin ‏، وكان متصدر ترتيب الفرق كانيون–إس آر إيه إم ريسينغ 2022 ‏.
| التصنيف العام | التصنيف العام        | التصنيف العام    | التصنيف العام             | التصنيف العام  |  |
| العداء        | العداء               | البلد            | الفريق                    | الوقت          |  |
| ------------- | -------------------- | ---------------- | ------------------------- | -------------- |  |
| 1             | غريس براون           | أستراليا         | FDJ–Suez ‏                 | 15 س 40 د 56 ث |  |
| 2             | إليسا ونغو بورغيني   | إيطاليا          | Lidl–Trek (women's team) ‏ | + 0 ث          |  |
| 3             | Katarzyna Niewiadoma | بولندا           | كانيون–إس آر إيه إم ‏      | + 2 ث          |  |
| 4             | Alexandra Manly ‏     | أستراليا         | Liv AlUla Jayco ‏          | + 20 ث         |  |
| 5             | آشلي مولمان          | جنوب أفريقيا     | إس دي وركس ‏               | + 28 ث         |  |
| 6             | Elise Chabbey ‏       | سويسرا           | كانيون–إس آر إيه إم ‏      | + 45 ث         |  |
| 7             | كريستين فولكنر       | الولايات المتحدة | Liv AlUla Jayco ‏          | + 50 ث         |  |
| 8             | Veronica Ewers ‏      | الولايات المتحدة | EF Education–Tibco–SVB ‏   | + 1 د 41 ث     |  |
| 9             | صوفيا بيرتيزولو      | إيطاليا          | يو أي أيه تيم ‏            | + 1 د 46 ث     |  |
| 10            | Mikayla Harvey ‏      | نيوزيلندا        | كانيون–إس آر إيه إم ‏      | + 1 د 52 ث     |  |

### مرحلة 6
هي مرحلة بسيطة، أقيمت في 11 يونيو 2022، وامتدّت لمسافة 142.9 كيلومتر. فاز بالمرحلة لورينا ويبيس، وكان متصدر الترتيب العام في نهاية المرحلة إليسا ونغو بورغيني.

## المشاركون
| إس دي وركس ‏ SDW | إس دي وركس ‏ SDW             | إس دي وركس ‏ SDW  |
| --------------- | --------------------------- | ---------------- |
| م               | عداء                        | مرتبة            |
| 1               | Chantal van den Broek-Blaak | لم يكمل السباق-4 |
| 2               | إيلينا سيتشيني              | 42               |
| 3               | روكسان فورنييه              | 73               |
| 4               | كريستين ماجروس (طريق)       | 25               |
| 5               | آشلي مولمان                 | 5                |
| 6               | مارلين رويسر (طريق)         | لم يكمل السباق-4 |

| فريق سنويب للسيدات ‏ DSM | فريق سنويب للسيدات ‏ DSM | فريق سنويب للسيدات ‏ DSM |
| ----------------------- | ----------------------- | ----------------------- |
| م                       | عداء                    | مرتبة                   |
| 11                      | فايفر جورجي (طريق)      | 41                      |
| 12                      | لورينا ويبيس            | 32                      |
| 13                      | Megan Jastrab ‏          | 37                      |
| 14                      | ليا كيرشمان             | 53                      |
| 15                      | فرانشيسكا كوش ‏          | 44                      |
| 16                      | Charlotte Kool ‏         | 55                      |

| FDJ–Suez ‏ FSF | FDJ–Suez ‏ FSF      | FDJ–Suez ‏ FSF    |
| ------------- | ------------------ | ---------------- |
| م             | عداء               | مرتبة            |
| 21            | Clara Copponi ‏     | 43               |
| 22            | غريس براون         | 2                |
| 23            | أوجيني دوفال       | 35               |
| 24            | إميليا فهلين       | 51               |
| 25            | Maëlle Grossetête ‏ | 39               |
| 26            | Marie Le Net ‏      | لم يكمل السباق-4 |

| موفيستار للسيدات ‏ MOV | موفيستار للسيدات ‏ MOV  | موفيستار للسيدات ‏ MOV |
| --------------------- | ---------------------- | --------------------- |
| م                     | عداء                   | مرتبة                 |
| 31                    | شيلا جوتيريز           | 24                    |
| 32                    | سارا مارتين            | لم يكمل السباق-4      |
| 33                    | أليسيا غونزاليس بلانكو | 52                    |
| 34                    | باربرا جوارشي          | 59                    |
| 35                    | Lourdes Oyarbide ‏      | 50                    |
| 36                    | غلوريا رودريغيز        | لم يكمل السباق-4      |

| كانيون–إس آر إيه إم ‏ CSR | كانيون–إس آر إيه إم ‏ CSR | كانيون–إس آر إيه إم ‏ CSR |
| ------------------------ | ------------------------ | ------------------------ |
| م                        | عداء                     | مرتبة                    |
| 41                       | كاتارزينا نيفيادوما      | 3                        |
| 42                       | Alice Barnes             | 66                       |
| 43                       | Shari Bossuyt ‏           | 33                       |
| 44                       | Elise Chabbey ‏           | 6                        |
| 45                       | تيفاني كرومويل           | 28                       |
| 46                       | Mikayla Harvey ‏          | 10                       |

| دروبز ‏ DRP | دروبز ‏ DRP               | دروبز ‏ DRP       |
| ---------- | ------------------------ | ---------------- |
| م          | عداء                     | مرتبة            |
| 51         | Marjolein van 't Geloof ‏ | 72               |
| 52         | إليزابيث هولدن           | 21               |
| 53         | April Tacey ‏             | لم يكمل السباق-4 |
| 54         | Maike van der Duin ‏      | 68               |
| 55         | Jesse Vandenbulcke ‏      | 40               |
| 56         | غلاديس فيرهلست ‏          | 56               |

| Liv AlUla Jayco ‏ BEX | Liv AlUla Jayco ‏ BEX | Liv AlUla Jayco ‏ BEX |
| -------------------- | -------------------- | -------------------- |
| م                    | عداء                 | مرتبة                |
| 61                   | Alexandra Manly ‏     | 4                    |
| 62                   | Teniel Campbell ‏     | 70                   |
| 63                   | كريستين فولكنر       | 7                    |
| 64                   | Arianna Fidanza ‏     | 46                   |
| 65                   | نينا كيسلر           | 67                   |
| 66                   | جورجيا وليامز        | 17                   |

| EF Education–Tibco–SVB ‏ TIB | EF Education–Tibco–SVB ‏ TIB | EF Education–Tibco–SVB ‏ TIB |
| --------------------------- | --------------------------- | --------------------------- |
| م                           | عداء                        | مرتبة                       |
| 71                          | Abi Smith ‏                  | 38                          |
| 72                          | Letizia Borghesi ‏           | 60                          |
| 73                          | كريستابل دوبيل هيكوك        | 19                          |
| 74                          | Veronica Ewers ‏             | 8                           |
| 75                          | Tanja Erath ‏                | 82                          |
| 76                          | Omer Shapira ‏ (طريق)        | لم يكمل السباق-4            |

| تيم كوب هايتك بوردكتس ‏ HPU | تيم كوب هايتك بوردكتس ‏ HPU | تيم كوب هايتك بوردكتس ‏ HPU |
| -------------------------- | -------------------------- | -------------------------- |
| م                          | عداء                       | مرتبة                      |
| 81                         | جيسيكا روبرتس              | 65                         |
| 82                         | Ane Iversen‏                | 79                         |
| 83                         | Ingvild Gåskjenn ‏          | 11                         |
| 84                         | NOR                        | 47                         |
| 85                         | Tiril Jørgensen ‏           | 20                         |

| يو أي أيه تيم ‏ UAD | يو أي أيه تيم ‏ UAD | يو أي أيه تيم ‏ UAD |
| ------------------ | ------------------ | ------------------ |
| م                  | عداء               | مرتبة              |
| 91                 | صوفيا بيرتيزولو    | 9                  |
| 92                 | Maaike Boogaard ‏   | 29                 |
| 93                 | Alessia Patuelli ‏  | 78                 |
| 94                 | Laura Tomasi ‏      | 63                 |
| 95                 | Anna Trevisi ‏      | لم يكمل السباق-1   |
| 96                 | صوفي رايت          | 77                 |

| كامز-تيفوسي ‏ CAT | كامز-تيفوسي ‏ CAT   | كامز-تيفوسي ‏ CAT |
| ---------------- | ------------------ | ---------------- |
| م                | عداء               | مرتبة            |
| 101              | Sophie Lewis ‏      | لم يكمل السباق-3 |
| 102              | Beth Morrow‏        | 48               |
| 103              | Katie Scott‏        | 80               |
| 104              | Danielle Shrosbree‏ | 62               |
| 105              | Becky Storrie ‏     | 15               |
| 106              | Samantha Stuart‏    | 49               |

| Lidl–Trek (women's team) ‏ TFS | Lidl–Trek (women's team) ‏ TFS | Lidl–Trek (women's team) ‏ TFS |
| ----------------------------- | ----------------------------- | ----------------------------- |
| م                             | عداء                          | مرتبة                         |
| 111                           | إليسا ونغو بورغيني (طريق)     | 1                             |
| 112                           | Audrey Cordon-Ragot           | 26                            |
| 113                           | Elynor Bäckstedt ‏             | 74                            |
| 114                           | Lauretta Hanson ‏              | 64                            |
| 115                           | كلو هوسكينغ                   | 71                            |
| 116                           | Ellen van Dijk (طريق)         | 23                            |

| ليف ريسينغ ‏ LIV | ليف ريسينغ ‏ LIV          | ليف ريسينغ ‏ LIV  |
| --------------- | ------------------------ | ---------------- |
| م               | عداء                     | مرتبة            |
| 121             | أليسون جاكسون (طريق)     | لم يكمل السباق-3 |
| 122             | ثاليتا دي جونج           | 36               |
| 123             | إيفا بورمان              | لم يكمل السباق-3 |
| 124             | Quinty Ton ‏              | 13               |
| 125             | Tereza Neumanová ‏ (طريق) | 30               |

| رالي سايكلنج ‏ HPW | رالي سايكلنج ‏ HPW   | رالي سايكلنج ‏ HPW |
| ----------------- | ------------------- | ----------------- |
| م                 | عداء                | مرتبة             |
| 131               | ميكي كروجر          | 81                |
| 132               | Nina Buijsman ‏      | 12                |
| 133               | Henrietta Christie ‏ | 75                |
| 134               | Evy Kuijpers ‏       | 61                |
| 135               | Marit Raaijmakers ‏  | 76                |
| 136               | ليلي وليامز         | 58                |

| جامبو فيسما للسيدات ‏ TJV | جامبو فيسما للسيدات ‏ TJV | جامبو فيسما للسيدات ‏ TJV |
| ------------------------ | ------------------------ | ------------------------ |
| م                        | عداء                     | مرتبة                    |
| 141                      | Coryn Labecki            | 34                       |
| 142                      | Teuntje Beekhuis ‏        | 69                       |
| 143                      | رومي كاسبر               | 27                       |
| 144                      | ريجان ماركوس             | 31                       |
| 145                      | Karlijn Swinkels ‏        | 54                       |

| فريق أونو إكس برو للدراجات للسيدات ‏ UXT | فريق أونو إكس برو للدراجات للسيدات ‏ UXT | فريق أونو إكس برو للدراجات للسيدات ‏ UXT |
| --------------------------------------- | --------------------------------------- | --------------------------------------- |
| م                                       | عداء                                    | مرتبة                                   |
| 151                                     | هانا لودفيغ                             | 57                                      |
| 152                                     | Joss Lowden ‏                            | 18                                      |
| 153                                     | Julie Norman Leth ‏                      | لم يكمل السباق-6                        |
| 154                                     | Mie Bjørndal Ottestad ‏                  | لم يكمل السباق-5                        |
| 155                                     | Anne Dorthe Ysland ‏                     | لم يكمل السباق-5                        |

| Ceratizit Pro Cycling ‏ WNT | Ceratizit Pro Cycling ‏ WNT    | Ceratizit Pro Cycling ‏ WNT |
| -------------------------- | ----------------------------- | -------------------------- |
| م                          | عداء                          | مرتبة                      |
| 171                        | Laura Asencio ‏                | 22                         |
| 172                        | فرانزيسكا بروس                | لم يكمل السباق-4           |
| 173                        | ماريا جوليا كونفالونيري       | 16                         |
| 174                        | Marta Lach ‏                   | 14                         |
| 176                        | Kathrin Schweinberger ‏ (طريق) | 45                         |

| إس دي وركس ‏ SDW | إس دي وركس ‏ SDW             | إس دي وركس ‏ SDW  |
| --------------- | --------------------------- | ---------------- |
| م               | عداء                        | مرتبة            |
| 1               | Chantal van den Broek-Blaak | لم يكمل السباق-4 |
| 2               | إيلينا سيتشيني              | 42               |
| 3               | روكسان فورنييه              | 73               |
| 4               | كريستين ماجروس (طريق)       | 25               |
| 5               | آشلي مولمان                 | 5                |
| 6               | مارلين رويسر (طريق)         | لم يكمل السباق-4 |

| فريق سنويب للسيدات ‏ DSM | فريق سنويب للسيدات ‏ DSM | فريق سنويب للسيدات ‏ DSM |
| ----------------------- | ----------------------- | ----------------------- |
| م                       | عداء                    | مرتبة                   |
| 11                      | فايفر جورجي (طريق)      | 41                      |
| 12                      | لورينا ويبيس            | 32                      |
| 13                      | Megan Jastrab ‏          | 37                      |
| 14                      | ليا كيرشمان             | 53                      |
| 15                      | فرانشيسكا كوش ‏          | 44                      |
| 16                      | Charlotte Kool ‏         | 55                      |

| FDJ–Suez ‏ FSF | FDJ–Suez ‏ FSF      | FDJ–Suez ‏ FSF    |
| ------------- | ------------------ | ---------------- |
| م             | عداء               | مرتبة            |
| 21            | Clara Copponi ‏     | 43               |
| 22            | غريس براون         | 2                |
| 23            | أوجيني دوفال       | 35               |
| 24            | إميليا فهلين       | 51               |
| 25            | Maëlle Grossetête ‏ | 39               |
| 26            | Marie Le Net ‏      | لم يكمل السباق-4 |

| موفيستار للسيدات ‏ MOV | موفيستار للسيدات ‏ MOV  | موفيستار للسيدات ‏ MOV |
| --------------------- | ---------------------- | --------------------- |
| م                     | عداء                   | مرتبة                 |
| 31                    | شيلا جوتيريز           | 24                    |
| 32                    | سارا مارتين            | لم يكمل السباق-4      |
| 33                    | أليسيا غونزاليس بلانكو | 52                    |
| 34                    | باربرا جوارشي          | 59                    |
| 35                    | Lourdes Oyarbide ‏      | 50                    |
| 36                    | غلوريا رودريغيز        | لم يكمل السباق-4      |

| كانيون–إس آر إيه إم ‏ CSR | كانيون–إس آر إيه إم ‏ CSR | كانيون–إس آر إيه إم ‏ CSR |
| ------------------------ | ------------------------ | ------------------------ |
| م                        | عداء                     | مرتبة                    |
| 41                       | كاتارزينا نيفيادوما      | 3                        |
| 42                       | Alice Barnes             | 66                       |
| 43                       | Shari Bossuyt ‏           | 33                       |
| 44                       | Elise Chabbey ‏           | 6                        |
| 45                       | تيفاني كرومويل           | 28                       |
| 46                       | Mikayla Harvey ‏          | 10                       |

| دروبز ‏ DRP | دروبز ‏ DRP               | دروبز ‏ DRP       |
| ---------- | ------------------------ | ---------------- |
| م          | عداء                     | مرتبة            |
| 51         | Marjolein van 't Geloof ‏ | 72               |
| 52         | إليزابيث هولدن           | 21               |
| 53         | April Tacey ‏             | لم يكمل السباق-4 |
| 54         | Maike van der Duin ‏      | 68               |
| 55         | Jesse Vandenbulcke ‏      | 40               |
| 56         | غلاديس فيرهلست ‏          | 56               |

| Liv AlUla Jayco ‏ BEX | Liv AlUla Jayco ‏ BEX | Liv AlUla Jayco ‏ BEX |
| -------------------- | -------------------- | -------------------- |
| م                    | عداء                 | مرتبة                |
| 61                   | Alexandra Manly ‏     | 4                    |
| 62                   | Teniel Campbell ‏     | 70                   |
| 63                   | كريستين فولكنر       | 7                    |
| 64                   | Arianna Fidanza ‏     | 46                   |
| 65                   | نينا كيسلر           | 67                   |
| 66                   | جورجيا وليامز        | 17                   |

| EF Education–Tibco–SVB ‏ TIB | EF Education–Tibco–SVB ‏ TIB | EF Education–Tibco–SVB ‏ TIB |
| --------------------------- | --------------------------- | --------------------------- |
| م                           | عداء                        | مرتبة                       |
| 71                          | Abi Smith ‏                  | 38                          |
| 72                          | Letizia Borghesi ‏           | 60                          |
| 73                          | كريستابل دوبيل هيكوك        | 19                          |
| 74                          | Veronica Ewers ‏             | 8                           |
| 75                          | Tanja Erath ‏                | 82                          |
| 76                          | Omer Shapira ‏ (طريق)        | لم يكمل السباق-4            |

| تيم كوب هايتك بوردكتس ‏ HPU | تيم كوب هايتك بوردكتس ‏ HPU | تيم كوب هايتك بوردكتس ‏ HPU |
| -------------------------- | -------------------------- | -------------------------- |
| م                          | عداء                       | مرتبة                      |
| 81                         | جيسيكا روبرتس              | 65                         |
| 82                         | Ane Iversen‏                | 79                         |
| 83                         | Ingvild Gåskjenn ‏          | 11                         |
| 84                         | NOR                        | 47                         |
| 85                         | Tiril Jørgensen ‏           | 20                         |

| يو أي أيه تيم ‏ UAD | يو أي أيه تيم ‏ UAD | يو أي أيه تيم ‏ UAD |
| ------------------ | ------------------ | ------------------ |
| م                  | عداء               | مرتبة              |
| 91                 | صوفيا بيرتيزولو    | 9                  |
| 92                 | Maaike Boogaard ‏   | 29                 |
| 93                 | Alessia Patuelli ‏  | 78                 |
| 94                 | Laura Tomasi ‏      | 63                 |
| 95                 | Anna Trevisi ‏      | لم يكمل السباق-1   |
| 96                 | صوفي رايت          | 77                 |

| كامز-تيفوسي ‏ CAT | كامز-تيفوسي ‏ CAT   | كامز-تيفوسي ‏ CAT |
| ---------------- | ------------------ | ---------------- |
| م                | عداء               | مرتبة            |
| 101              | Sophie Lewis ‏      | لم يكمل السباق-3 |
| 102              | Beth Morrow‏        | 48               |
| 103              | Katie Scott‏        | 80               |
| 104              | Danielle Shrosbree‏ | 62               |
| 105              | Becky Storrie ‏     | 15               |
| 106              | Samantha Stuart‏    | 49               |

| Lidl–Trek (women's team) ‏ TFS | Lidl–Trek (women's team) ‏ TFS | Lidl–Trek (women's team) ‏ TFS |
| ----------------------------- | ----------------------------- | ----------------------------- |
| م                             | عداء                          | مرتبة                         |
| 111                           | إليسا ونغو بورغيني (طريق)     | 1                             |
| 112                           | Audrey Cordon-Ragot           | 26                            |
| 113                           | Elynor Bäckstedt ‏             | 74                            |
| 114                           | Lauretta Hanson ‏              | 64                            |
| 115                           | كلو هوسكينغ                   | 71                            |
| 116                           | Ellen van Dijk (طريق)         | 23                            |

| ليف ريسينغ ‏ LIV | ليف ريسينغ ‏ LIV          | ليف ريسينغ ‏ LIV  |
| --------------- | ------------------------ | ---------------- |
| م               | عداء                     | مرتبة            |
| 121             | أليسون جاكسون (طريق)     | لم يكمل السباق-3 |
| 122             | ثاليتا دي جونج           | 36               |
| 123             | إيفا بورمان              | لم يكمل السباق-3 |
| 124             | Quinty Ton ‏              | 13               |
| 125             | Tereza Neumanová ‏ (طريق) | 30               |

| رالي سايكلنج ‏ HPW | رالي سايكلنج ‏ HPW   | رالي سايكلنج ‏ HPW |
| ----------------- | ------------------- | ----------------- |
| م                 | عداء                | مرتبة             |
| 131               | ميكي كروجر          | 81                |
| 132               | Nina Buijsman ‏      | 12                |
| 133               | Henrietta Christie ‏ | 75                |
| 134               | Evy Kuijpers ‏       | 61                |
| 135               | Marit Raaijmakers ‏  | 76                |
| 136               | ليلي وليامز         | 58                |

| جامبو فيسما للسيدات ‏ TJV | جامبو فيسما للسيدات ‏ TJV | جامبو فيسما للسيدات ‏ TJV |
| ------------------------ | ------------------------ | ------------------------ |
| م                        | عداء                     | مرتبة                    |
| 141                      | Coryn Labecki            | 34                       |
| 142                      | Teuntje Beekhuis ‏        | 69                       |
| 143                      | رومي كاسبر               | 27                       |
| 144                      | ريجان ماركوس             | 31                       |
| 145                      | Karlijn Swinkels ‏        | 54                       |

| فريق أونو إكس برو للدراجات للسيدات ‏ UXT | فريق أونو إكس برو للدراجات للسيدات ‏ UXT | فريق أونو إكس برو للدراجات للسيدات ‏ UXT |
| --------------------------------------- | --------------------------------------- | --------------------------------------- |
| م                                       | عداء                                    | مرتبة                                   |
| 151                                     | هانا لودفيغ                             | 57                                      |
| 152                                     | Joss Lowden ‏                            | 18                                      |
| 153                                     | Julie Norman Leth ‏                      | لم يكمل السباق-6                        |
| 154                                     | Mie Bjørndal Ottestad ‏                  | لم يكمل السباق-5                        |
| 155                                     | Anne Dorthe Ysland ‏                     | لم يكمل السباق-5                        |

| Ceratizit Pro Cycling ‏ WNT | Ceratizit Pro Cycling ‏ WNT    | Ceratizit Pro Cycling ‏ WNT |
| -------------------------- | ----------------------------- | -------------------------- |
| م                          | عداء                          | مرتبة                      |
| 171                        | Laura Asencio ‏                | 22                         |
| 172                        | فرانزيسكا بروس                | لم يكمل السباق-4           |
| 173                        | ماريا جوليا كونفالونيري       | 16                         |
| 174                        | Marta Lach ‏                   | 14                         |
| 176                        | Kathrin Schweinberger ‏ (طريق) | 45                         |

## التصنيف العام النهائي
| التصنيف العام | التصنيف العام        | التصنيف العام    | التصنيف العام             | التصنيف العام  |  |
| العداء        | العداء               | البلد            | الفريق                    | الوقت          |  |
| ------------- | -------------------- | ---------------- | ------------------------- | -------------- |  |
| 1             | إليسا ونغو بورغيني   | إيطاليا          | Lidl–Trek (women's team) ‏ | 19 س 19 د 07 ث |  |
| 2             | غريس براون           | أستراليا         | FDJ–Suez ‏                 | + 1 ث          |  |
| 3             | Katarzyna Niewiadoma | بولندا           | كانيون–إس آر إيه إم ‏      | + 5 ث          |  |
| 4             | Alexandra Manly ‏     | أستراليا         | Liv AlUla Jayco ‏          | + 24 ث         |  |
| 5             | آشلي مولمان          | جنوب أفريقيا     | إس دي وركس ‏               | + 32 ث         |  |
| 6             | Elise Chabbey ‏       | سويسرا           | كانيون–إس آر إيه إم ‏      | + 49 ث         |  |
| 7             | كريستين فولكنر       | الولايات المتحدة | Liv AlUla Jayco ‏          | + 54 ث         |  |
| 8             | Veronica Ewers ‏      | الولايات المتحدة | EF Education–Tibco–SVB ‏   | + 1 د 45 ث     |  |
| 9             | صوفيا بيرتيزولو      | إيطاليا          | يو أي أيه تيم ‏            | + 1 د 50 ث     |  |
| 10            | Mikayla Harvey ‏      | نيوزيلندا        | كانيون–إس آر إيه إم ‏      | + 1 د 56 ث     |  |

### تصنيف النقاط
| تصنيف النقاط | تصنيف النقاط         | تصنيف النقاط | تصنيف النقاط              | تصنيف النقاط |  |
| العداء       | العداء               | البلد        | الفريق                    | النقاط       |  |
| ------------ | -------------------- | ------------ | ------------------------- | ------------ |  |
| 1            | لورينا ويبيس         | هولندا       | فريق سنويب للسيدات ‏       | 46 نقطة      |  |
| 2            | Clara Copponi ‏       | فرنسا        | FDJ–Suez ‏                 | 39 نقطة      |  |
| 3            | إليسا ونغو بورغيني   | إيطاليا      | Lidl–Trek (women's team) ‏ | 39 نقطة      |  |
| 4            | غريس براون           | أستراليا     | FDJ–Suez ‏                 | 27 نقطة      |  |
| 5            | Katarzyna Niewiadoma | بولندا       | كانيون–إس آر إيه إم ‏      | 25 نقطة      |  |
| 6            | Alexandra Manly ‏     | أستراليا     | Liv AlUla Jayco ‏          | 24 نقطة      |  |
| 7            | Maike van der Duin ‏  | هولندا       | دروبز ‏                    | 19 نقطة      |  |
| 8            | باربرا جوارشي        | إيطاليا      | موفيستار للسيدات ‏         | 18 نقطة      |  |
| 9            | إيلينا سيتشيني       | إيطاليا      | إس دي وركس ‏               | 17 نقطة      |  |
| 10           | Shari Bossuyt ‏       | بلجيكا       | كانيون–إس آر إيه إم ‏      | 16 نقطة      |  |

### تصنيف الجبال
| تصنيف الجبال | تصنيف الجبال         | تصنيف الجبال     | تصنيف الجبال              | تصنيف الجبال |  |
| العداء       | العداء               | البلد            | الفريق                    | النقاط       |  |
| ------------ | -------------------- | ---------------- | ------------------------- | ------------ |  |
| 1            | Elise Chabbey ‏       | سويسرا           | كانيون–إس آر إيه إم ‏      | 50 نقطة      |  |
| 2            | Katarzyna Niewiadoma | بولندا           | كانيون–إس آر إيه إم ‏      | 37 نقطة      |  |
| 3            | كريستين ماجروس       | لوكسمبورغ        | إس دي وركس ‏               | 34 نقطة      |  |
| 4            | إليسا ونغو بورغيني   | إيطاليا          | Lidl–Trek (women's team) ‏ | 29 نقطة      |  |
| 5            | آشلي مولمان          | جنوب أفريقيا     | إس دي وركس ‏               | 23 نقطة      |  |
| 6            | Veronica Ewers ‏      | الولايات المتحدة | EF Education–Tibco–SVB ‏   | 22 نقطة      |  |
| 7            | غريس براون           | أستراليا         | FDJ–Suez ‏                 | 20 نقطة      |  |
| 8            | ريجان ماركوس         | هولندا           | جامبو فيسما للسيدات ‏      | 18 نقطة      |  |
| 9            | كريستين فولكنر       | الولايات المتحدة | Liv AlUla Jayco ‏          | 15 نقطة      |  |
| 10           | غلاديس فيرهلست ‏      | فرنسا            | دروبز ‏                    | 11 نقطة      |  |

## تصنيف الفرق

### الفرق حسب الوقت
| تصنيف الفرق حسب الوقت | تصنيف الفرق حسب الوقت            | تصنيف الفرق حسب الوقت | تصنيف الفرق حسب الوقت |  |
| الفريق                | الفريق                           | البلد                 | الوقت                 |  |
| --------------------- | -------------------------------- | --------------------- | --------------------- |  |
| 1                     | كانيون–إس آر إيه إم ريسينغ 2022 ‏ | ألمانيا               | 58 س 00 د 29 ث        |  |
| 2                     | Team BikeExchange-Jayco ‏         | أستراليا              | + 44 ث                |  |
| 3                     | Ceratizit-WNT ‏                   | ألمانيا               | + 4 د 37 ث            |  |

## تصانيف فرعية

### تصنيف أفضل عداء
| تصنيف أفضل عداء | تصنيف أفضل عداء     | تصنيف أفضل عداء | تصنيف أفضل عداء | تصنيف أفضل عداء |  |
| العداء          | العداء              | البلد           | الفريق          | النقاط          |  |
| --------------- | ------------------- | --------------- | --------------- | --------------- |  |
| 1               | Maike van der Duin ‏ | هولندا          | دروبز ‏          | 14 نقطة         |  |
| 2               | Clara Copponi ‏      | فرنسا           | FDJ–Suez ‏       | 7 نقطة          |  |
| 3               | إيلينا سيتشيني      | إيطاليا         | إس دي وركس ‏     | 6 نقطة          |  |

## وصلات خارجية
- الموقع الرسمي